# Christopher Cardone
Christopher Michael Cardone OP (ur. 20 grudnia 1957 w Brooklynie) – amerykański duchowny katolicki, arcybiskup Honiary na Wyspach Salomona od 2016.

## Życiorys
W dniu 15 sierpnia 1981 roku złożył śluby zakonne w zgromadzeniu Dominikanów. Święcenia kapłańskie otrzymał w dniu 30 maja 1986. Po dwóch latach pracy w Madeira wyjechał na Wyspy Salomona i rozpoczął pracę w diecezji Gizo.

### Episkopat
27 marca 2001 papież Jan Paweł II mianował go biskupem pomocniczym Gizo z tytularną stolicą Thuburnica. Sakry biskupiej udzielił mu 9 czerwca 2001 ówczesny biskup Gizo – Bernard Cyril O’Grady. W dniu 19 października 2004 roku ten sam papież mianował go biskupem Auki. W dniu 22 czerwca 2016 roku papież Franciszek mianował go arcybiskupem Honiary. Urząd objął 10 września 2016 roku.